# Неркин-Геташен
Неркин-Геташен (арм. Ներքին Գետաշեն) — село в Гехаркуникской области Армении.

## География
Село расположено в юго-западной части марза, на берегах реки Аргичи, при автодороге , на расстоянии 34 километров к юго-востоку от города Гавар, административного центра области. Абсолютная высота — 1960 метров над уровнем моря.
Климат
Климат характеризуется как умеренно холодный, влажный (Dfb в классификации климатов Кёппена). Среднегодовая температура воздуха составляет 4,6 °C. Средняя температура самого холодного месяца (января) составляет −7,6 °С, самого жаркого месяца (августа) — 16,2 °С. Расчётная многолетняя норма атмосферных осадков — 1232 мм. Наибольшее количество осадков выпадает в мае (153 мм).

## История
В бытность Армении в составе Российской империи, село относилось к Новобаязетскому узду Эриванской губернии. Как отмечает «Гeогpaфичeско-стaтистичecкий cлoваpь Рoссийcкой Импepии» (1863) на одной из возвышенностей на окраине села были видны развалины огромного древнего армянского монастыря, с кельями и храмом Св. Вознесения (Сурб Амбарцум). Сюда со всех близлежащих мест стекались армяне на богомолье. По состоянию на 1886 год в селе на 1296 прихожан, была одна действующая армянская церковь Эриванской епархии ААЦ, при которой было четверо священнослужителей.

## Население
Численность постоянного населения по состоянию на 1 января 2023 года составляла 9259 человек.
| Год переписи | Население          | Население          | Население          | Население            | Население            | Население            |
| Год переписи | Наличное население | Наличное население | Наличное население | Постоянное население | Постоянное население | Постоянное население |
| Год переписи | Всего              | Мужчины            | Женщины            | Всего                | Мужчины              | Женщины              |
| ------------ | ------------------ | ------------------ | ------------------ | -------------------- | -------------------- | -------------------- |
| 2001         | 7061               | 3497               | 3564               | 7658                 | 3947                 | 3711                 |
| 2011         | 8071               | 4110               | 3961               | 8553                 | 4464                 | 4089                 |

| Год  | Численность | Численность |
| ---- | ----------- | ----------- |
| 1831 | 331         | [ 10 ]      |
| 1873 | 955         | [ 11 ]      |
| 1897 | 1516        | [ 10 ]      |
| 1926 | 2197        | [ 10 ]      |
| 1939 | 2548        | [ 10 ]      |
| 1959 | 3246        | [ 10 ]      |
| 1970 | 4906        | [ 10 ]      |
| 1979 | 5637        | [ 10 ]      |
| 1989 | 6835        | [ 10 ]      |
| 2001 | 7658        | [ 10 ]      |
| 2011 | 8553        | [ 12 ]      |